# Den Nyeste Sladder
Den Nyeste Sladder (engelsk: The Latest Buzz) er en canadisk sitcom. Serien blev tidligere vist på Cartoon Network. Serien blev tidligere vist på Cartoon Network i Danmark og Family Channel i Canada. Serien handler om et ungdoms

## Medvirkende
| Rolle                          | Skuespiller       |
| ------------------------------ | ----------------- |
| Rebecca Harper                 | Zoë Belkin        |
| Wilder Gulliver Atticus Wilder | Munro Chambers    |
| Michael Theodor Davies         | Demetrius Joyette |
| Noah Brent Jackson             | Vanessa Morgan    |
| Amanda Pierce                  | Vanessa Morgan    |
| Hr. Andrew Shepherd            | Jeff Geddis       |
| Dianne "DJ" Jeffries           | Genelle Williams  |

## Episoder
| Sæson | Episoder | Første sendedato  | Sidste sendedato  |
| ----- | -------- | ----------------- | ----------------- |
| 1     | 13       | 1- september 2007 | 15. december 2007 |
| 3     | 26       | 5. september 2008 | 6. april 2009     |
| 3     | 26       | 20. april 2009    | 10. april 2010    |